# Culinária da Irlanda
A  culinária irlandesa pode ser dividida em duas categorias principais: tradicional, composta basicamente de pratos simples; e pratos mais modernos, como os servidos em restaurantes e hotéis. 
O colcannon é um saboroso prato feito com batatas e um tipo de alho silvestre, repolho ou couve-de-folhas, parecido com o bubble and squeak. O champ é feito com purê de batata misturado com cebolinha-verde picada.
Outros exemplos de pratos irlandeses simples são: o Irish stew(guisado irlandês), e também bacon e repolho (cozidos juntos na água). O boxty, um tipo de panqueca de batata, é outro prato tradicional irlandês. Um prato típico de Dublin é o coddle, onde um dos ingredientes é salsicha de porco cozida. A Irlanda é famosa pelo seu breakfast irlandês, uma refeição frita (ou grelhada) geralmente constituída de bacon, ovos, salsicha, morcela preta e branca, tomates fritos e pode também ser incluído pão de batatas ou batatas fritas à francesa.
Enquanto os frutos do mar sempre foram consumidos pelos irlandeses, comidas com moluscos e crustáceos foram sendo incorporados recentemente, especialmente por causa da alta qualidade desses produtos disponíveis na costa da Irlanda, p.ex. Dublin Bay Prawn (camarões noruegueses), ostras (muitos festivais de ostras acontecem anualmente por toda a costa onde as ostras são servidas com Guinness(cerveja irlandesa), o mais famoso ocorre em Galway no mês de setembro) assim como outros crustáceos. Salmão e bacalhau são dois tipos de peixes comumente usados.
Alguns dos pães irlandeses tradicionais são: soda bread (pão que utiliza o bicarbonato de sódio como ingrediente), pães de trigo, soda farls, e blaa, um pãozinho típico de Waterford.

## A culinária irlandesa antiga
Há muitas referências a comidas e bebidas na literatura irlandesa. O mel parece ter sido bastante consumido in natura e utilizado no preparo do hidromel. Velhas histórias contêm referências a banquetes, embora esses possam ser exagerados e fornecer pouca informação a cerca de cada dieta. Há, também, referências aos fulacht fiadh (tipo de sítios arqueológicos). Estes eram locais utilizados para cozinhar cervos, e consistem em buracos no chão que eram enchidos com água. A carne era colocada na água, cozida e colocada em pedras quentes. Muitos fulacht fiadh foram encontrados através da Irlanda e alguns parecem sido utilizados até o século XVII.
Escavações em áreas de assentamento viquingue em Wood Quay, Dublin, produziram uma quantidade significativa de informação da dieta dos habitantes da cidade. A maior parte da alimentação consistia em gado, ovelha e porco. Aves, peixes e frutos do mar também eram comuns, assim como uma grande variedade de frutos e nozes nativas, especialmente a avelã. Sementes de gramíneas como o knotgrass (tipo de trigo) e goosefoot (tipo de cereal) estavam presentes na dieta e devem ter sido utilizados em forma de mingau.
Na Idade Média, até a chegada da batata na segunda metade do século XVII, a principal ocupação da economia rural era o gado bovino. A carne produzida era na maior parte das vezes, reservada para a alta sociedade e nobreza. Os pobres eram alimentados com leite, manteiga, queijo e vísceras, acompanhado de aveia e cevada. A prática de sangrar o gado e misturar o sangue ao leite e a manteiga (parecido com o que fazem os Massai) era comum. A morcela, feita com sangue, cereais (normalmente cevada) e temperos ainda faz parte do café da manhã na Irlanda.

## A batata na Irlanda

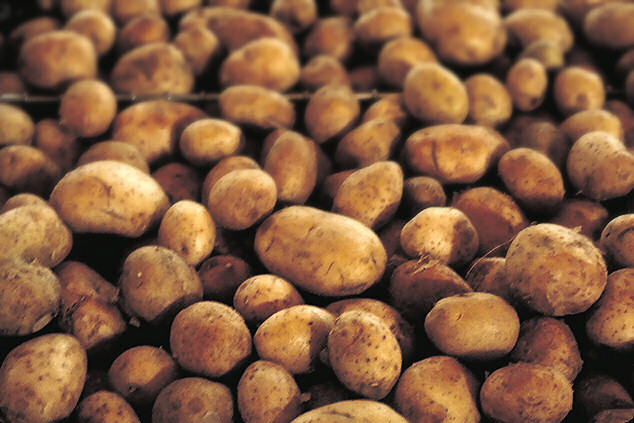
A batata é a base de muitos pratos tradicionais irlandeses

A batata foi introduzida na Irlanda na segunda metade do século XVI, inicialmente sendo cultivada nos jardins. Tornou-se uma das principais fontes de alimentação das pessoas pobres. Como alimento, a batata é extremamente rica em energia, assim como fonte de vitaminas e minerais, principalmente vitamina C. 
A batata foi cultivada pela maioria da população como base de subsistência e a dieta desse período consistia basicamente de batatas e leitelho. Também era usada como alimento de porcos, que eram engordados e abatidos quando se aproximavam os meses de inverno. A maior parte da carne era curada para prover presunto e bacon, e armazenados durante o inverno.
A grande dependência da colheita de batatas pela população da Irlanda tornava-a vulnerável em safras fracas. Consequentemente várias situações de fome ocorreram nos séculos 16 e 17. A primeira Grande Fome de 1739 foi consequência de um inverno extremamente rigoroso de 1846 a 1849 (veja também Grande Fome Irlandesa) causado pela infestação da batata por um fungo que se alastrou rapidamente por toda colheita irlandesa que dependia de uma única variedade, a Lumper. Aproximadamente 1.000.000 de pessoas morreram e 2.000.000 emigraram e perto de 3.000.000 tornaram-se indigentes.
Carne fresca era considerada luxo exceto para os nobres até o final do século XIX e o frango não era consumido em larga escala até a chegada de vendedores nas cidades em 1880 que permitiu às pessoas troca de mercadorias como ovos e, pela primeira vez, à compra de vários itens que puderam diversificar sua dieta.
Tradicionalmente, comidas como os guisados, são tidas como “comidas de fome” – utilizadas somente como sustento básico.

## A alimentação dos irlandeses nos dias atuais
No século XX os hábitos modernos da cultura ocidental foram adotados na Irlanda. Pratos europeus foram influenciados pela cultura local, outros pratos mundiais foram introduzidos da mesma maneira no mundo ocidental. Pratos como pizza, curry, comida chinesa e mais tarde, pratos típicos africanos e do leste europeu (especialmente poloneses). Nas prateleiras dos supermercados encontram-se ingredientes para preparo de comidas europeias, americanas, indianas, chinesas e outras.
A proliferação dos fast food contribuiu para o aumento de problemas de saúde da população como obesidade e aumento das taxas de problemas do coração mundial. A culinária tradicional irlandesa também é igualmente repreendida, com a grande ênfase no uso de carne e manteiga. Esforços do governo para combater essa situação incluem campanhas de alerta na TV e programas educacionais nas escolas.
Seguindo as novas tendências, o último trimestre do século XX viu o surgimento de uma nova cozinha irlandesa baseada nos ingredientes tradicionais, manipulados de novas maneiras. Essa culinária se baseia em vegetais frescos, peixe (especialmente salmão e truta), ostras, mariscos e outros frutos do mar, o soda bread tradicional, diversos tipos de queijo fabricados manualmente e, é claro, a batata. Pratos tradicionais, como, o Irish stew, coddle, o Irish breakfast, e o pão de batata reapareceram nas casas do povo. Escolas como a Ballymaloe Cookery School cresceram a fim de cobrirem o ressurgimento no interesse da cozinha tradicional.

## Idéias erradas
Enquanto o corned-beef e a couve é um prato tradicional da Páscoa na Irlanda, o bacon e a couve foi historicamente encontrado entre os irlandeses não nobres, devido a maior disponibilidade de porco do que a de gado bovino para a maioria dos irlandeses O ‘’corned-beef’’, ao invés do bacon, tornou-se mais popular entre as famílias Américo-irlandesas do que na Irlanda já que havia mais disponibilidade de boi na América e os imigrantes tinham mais dificuldades de obter o bacon.

## Algumas curiosidades da gastronomia irlandesa
Cerveja: dry stout ou Irish stout é uma cerveja bem escura feita com malte assado ou cevada assada. Quando apareceu a cerveja clara, o stout perdeu mercado em todo o mundo, mas não na Irlanda. Hoje temos 3 grandes cervejarias na Irlanda:
- Guinness
- Murphy’s e
- Beamish

Guinness é uma cerveja escura originária da cervejaria Arthur Guinness’s St. James Gate em Dublin. É uma das mais prósperas marcas de cervejas no mundo. O típico sabor da cerveja é influenciado pela cevada assada sem fermentação. 
Irish stew (Guisado): um prato comum de vegetais, carne, aves ou mariscos, cozidos num caldo. A diferença entre sopa e stew é muito ténue. O ensopado é menos liquido que a sopa e serve-se como prato principal e não como entrada. 
Porridge: um prato bem simples, feito com aveia (normalmente esmagada) ou outro cereais, cozido na água, leite ou numa mistura de água e leite.
Irish breakfast: o café de manhã irlandês é volumoso e pesado: lingüiça de porco, bacon em fatias, ovos, black pudding, cogumelos, white pudding, chá ou café, torrada ou soda bread. 
Irish Whiskey: a diferença começa na escrita, a palavra whiskey, com um “e”, na Escócia está escrito “whisky”. O nome vem duma palavra irlandesa significando “água da vida”. 
Temos vários tipos de whiskey’s na Irlanda:
- Single Malt, 100% cevada preparada com malte
- Pure Pot Still, uma mistura de cevada preparada com ou sem malte
- Blended Whiskey, mistura de cevada preparada com malte e outras cereais como milho ou trigo

Típico whiskey da Irlanda é o pure pot still whiskey, destilado no pot still (whiskey’s de outros cereais são feitos no column still). A cevada verde, sem preparação com malte, dá ao whiskey este sabor temperado sem paralelo.
Na Irlanda há muito menos destilarias que na Escócia. Resultado dos muitos problemas econômicos durante os séculos passados. Agora só há 3 destilarias na Irlanda, mas cada uma delas produz vários tipos de whiskey’s diferentes:
- Midleton
- Bushmills e
- Cooley (o único com dono irlandês)

Dizem que o whiskey irlandês foi uma das mais velhas bebidas destiladas na Europa. A Bushmills alega que eles têm a licença mais antiga do mundo para destilação: a licença é de James I de 1608.
Irish coffee: o café irlandês clássico compreende: café quente, whiskey irlandês e açúcar com creme batido em cima, servido no copo. 
Baileys Irish Cream: é um licor de R.J. Bailey & Co de Dublin. Baileys é feito do whiskey irlandês junto com nata e com um sabor suave e doce de café, amêndoa, avelã e noz moscada.
Irish Pub: pub vem da palavra public house (casa comum) onde se vende bebidas alcoólicas para consumo no local. Em geral, as diferenças entre os pubs da Inglaterra e da Irlanda são menores, mas mesmo assim, elas existem. O típico pub irlandês tem:
- Mais música ao vivo
- Menos juke boxes e slot machines
- Mais probabilidades de o cliente cantar para o auditório
- O pub normalmente tem o nome do actual ou antigo proprietário
- Prioridade de bebidas e comidas da Irlanda

Lard (banha): uma fatia de pão com banha (do porco) foi uma alimentação importante na tradicional cozinha rural da Irlanda. A banha foi também utilizada para fritar. Hoje é bem menos utilizada por causa do alto nível das gorduras saturadas e do colesterol.
Ulster fry: o típico Ulster fry consiste em bacon, ovos, salsichas (suínas ou bovinas), soda bread, pão de batata e tomates. Outros componentes podem ser incluídos como cogumelos, feijões assados, pão de trigo e panquecas. Tudo isso é tradicionalmente frito na banha. O prato tem o apelido de "ataque do coração" e por isso, muita gente hoje já está grelhando em vez de fritar ou utiliza óleo vegetal em vez da banha. 
Este prato não é só comido no café de manhã, mas também como lanche ou jantar.
Soda bread: utiliza-se bicarbonato de sódio. Os ingredientes são: farinha, bicarbonato de sódio, sal e nata coalhada. Outros ingredientes podem ser juntados, como uva seca ou vários tipos de nozes. O soda bread só se conserva durante 2 ou 3 dias. É melhor comer quente ou tostado.